# 제1빈악파
제1빈악파(first viennese school)는 18세기 후반에서 19세기 초반 빈의 서양 고전 음악에서 고전주의의 세 작곡가인 요제프 하이든, 볼프강 아마데우스 모차르트, 루트비히 판 베토벤을 지칭하는 데 주로 사용되는 이름이다.
빈 악파라는 용어는 1834년 오스트리아의 음악학자 라파엘 게오르크 키제베터(Raphael Georg Kiesewetter)가 처음 사용했지만 그는 하이든과 모차르트만 학파의 구성원으로 간주했다. 처음에는 다른 작가들도 키제베터의 분류를 그대로 따랐으나 이후 베토벤이 목록에 추가되었다. 제2빈악파와의 혼동을 피하기 위해 "제1"이라는 접두사가 오늘날 추가되었다.
이 작곡가들은 때때로 서로 마주쳤다. 하이든과 모차르트는 함께 실내악을 연주하곤 했다. 베토벤은 하이든에게 교습을 받았고, 아마도 모차르트의 연주를 들었을 것으로 추정된다. 그러나 제2빈악파 또는 프랑스 6인조 등의 20세기 악파들처럼 적극적인 협력관계였던 것은 아니다. 또한 베르크와 베베른이 쇤베르크의 제자였던 것처럼 한 작곡가가 다른 작곡가의 제자였다는 증거(하이든이 베토벤을 가르친 것 외에)도 없다.
일부 기자들이 브루크너, 브람스, 말러에 대한 기사를 쓸 때 이들도 제1빈악파로 묶어 서술하긴 했으나 단지 미사여구에 불과한 것으로 이런 시도들이 학계의 인정을 받지는 못한다.

## 같이 보기
- 베토벤과 그의 동시대인
- 모차르트와 베토벤
- 베토벤과 그의 동시대인